# Cymbopetalum mayanum
Cymbopetalum mayanum är en kirimojaväxtart som beskrevs av Cyrus Longworth Lundell. Cymbopetalum mayanum ingår i släktet Cymbopetalum, och familjen kirimojaväxter. IUCN kategoriserar arten globalt som starkt hotad. Inga underarter finns listade i Catalogue of Life.